# Laurin & Klement

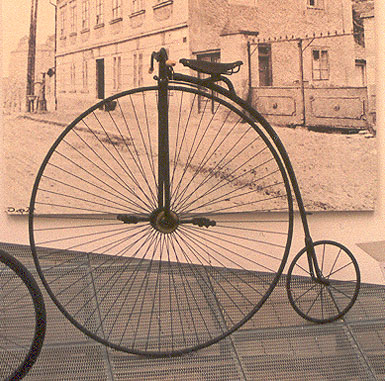
Bicykl w muzeum Škody Mladá Boleslav

Laurin & Klement (1895-1925) – przedsiębiorstwo założone w 1895 przez ślusarza-mechanika Václava Laurina i księgarza, później przemysłowca, Václava Klementa.
Przedsiębiorstwo zlokalizowane w mieście Mladá Boleslav, należącym wtedy do Austro-Węgier –
współcześnie do Czech (kraj środkowoczeski), było producentem rowerów, motocykli i samochodów.
Początkowo wytwarzało motocykle, a w 1905 zostały stworzone pierwsze dwumiejscowe samochody. Wkrótce zostało ono największym przedsiębiorstwem tworzącym samochody w Austro-Węgrzech. W 1925 przedsiębiorstwo przejął koncern zbrojeniowy Skoda.